# Амбой (Іллінойс)
Амбой (англ. Amboy) — місто (англ. city) в США, в окрузі Лі штату Іллінойс. Населення — 2278 осіб (2020).

## Географія
Амбой розташований за координатами 41°43′44″ пн. ш. 89°22′4″ зх. д. / 41.72889° пн. ш. 89.36778° зх. д. (41.728959, -89.367668).  За даними Бюро перепису населення США в 2010 році місто мало площу 16,30 км², уся площа — суходіл.

## Демографія
Згідно з переписом 2010 року, у місті мешкало 2500 осіб у 983 домогосподарствах у складі 627 родин. Густота населення становила 153 особи/км².  Було 1097 помешкань (67/км²).
Расовий склад населення:
| - 97,2 % — білих - 0,8 % — чорних або афроамериканців - 0,1 % — корінних американців - 0,1 % — азіатів |

До двох чи більше рас належало 1,3 %. Частка іспаномовних становила 3,8 % від усіх жителів.
За віковим діапазоном населення розподілялося таким чином: 25,5 % — особи молодші 18 років, 58,8 % — особи у віці 18—64 років, 15,7 % — особи у віці 65 років та старші. Медіана віку мешканця становила 39,7 року. На 100 осіб жіночої статі у місті припадало 97,3 чоловіків;  на 100 жінок у віці від 18 років та старших — 94,0 чоловіків також старших 18 років.
Середній дохід на одне домашнє господарство  становив 52 564 долари США (медіана — 41 591), а середній дохід на одну сім'ю — 65 931 долар (медіана — 64 583). Медіана доходів становила 41 756 доларів для чоловіків та 30 798 доларів для жінок. За межею бідності перебувало 14,0 % осіб, у тому числі 16,8 % дітей у віці до 18 років та 20,2 % осіб у віці 65 років та старших.
Цивільне працевлаштоване населення становило 1224 особи. Основні галузі зайнятості: виробництво — 24,5 %, освіта, охорона здоров'я та соціальна допомога — 23,9 %, мистецтво, розваги та відпочинок — 14,6 %, роздрібна торгівля — 7,1 %.